# Mecanism de reacție
În chimie, un mecanism de reacție este reprezentarea pe etape a unui proces chimic, în reacții chimice elementare, cu specificarea fiecărui intermediar de reacție (izolabil sau neizolabil). Etapele detaliate ale unei reacții pot sau nu să fie observabile empiric. În cadrul acestor etape, sunt descriși intermediarii, complecșii activați și stările de tranziție, împreună cu legăturile chimice care se desfac și care se formează (și în ce ordine). Un mecanism complet trebuie să explice stereochimia observată și motivul pentru care reactanții și catalizatorul utilizați au dus la formarea anumitor produși de reacție.

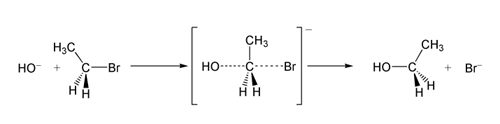
Mecanismul bimolecular al reacției S_{N}2 (substituție nucleofilă). Se observă starea de tranziție cu sarcină negativă între paranteze drepte, în care atomul central de carbon realizează cinci legături, ceea ce îl face instabil și duce la un alt produs de reacție.

## Cinetica chimică
Informațiile referitoare la mecanismele de reacție sunt obținute cu ajutorul cineticii chimice, determinând ordinul de reacție și ecuația vitezei de reacție pentru fiecare reactant.
Se consideră următoarea ecuație ca și un exemplu:
CO + NO2 → CO2 + NO
În acest caz, experimental s-a demonstrat că această reacție chimică are loc în conformitate cu expresia vitezei {\displaystyle r=k[NO_{2}]^{2}}. Această formă sugerează faptul că reacția care decurge cel mai încet (cea care determină ordinul de reacție) este reacția dintre două molecule de NO2. Un posibil mecanism pentru reacția totală, care explică expresia, este:
2 NO2 → NO3 + NO (lent)
NO3 + CO → NO2 + CO2 (rapid)